# TAI Anka-3
TAI Anka – turecki, bezzałogowy, uderzeniowy aparat latający w układzie latającego skrzydła (UAV – ang. unmanned aerial vehicle), o cechach obniżonej wykrywalności. Zaprojektowany i zbudowany w zakładach Turkish Aerospace Industries (TAI).

## Historia
Co najmniej od 2015 roku w tureckiej wytwórni TAI prowadzone były badania nad niestabilnym statycznie samolotem bezogonowym. Szereg prób z modelami tego typu aparatów pozwolił wytwórni na zdobycie doświadczenia, niezbędnego w projekcie docelowej maszyny. TAI posiada również bogate doświadczenie w budowie i projektowaniu szerokiej gamy aparatów bezzałogowych, z którego korzystała podczas prac nad Anka-3. Oficjalna decyzja o budowie nowego, uderzeniowego aparatu bezzałogowego zapadła w styczniu 2022 roku. Pierwsze wizualizacje nowego samolotu ujawniono 24 grudnia 2022 roku. W tym momencie konstrukcja znajdowała się już w stadium budowy. W kwietniu 2023 roku uruchomiono po raz pierwszy zamontowany w egzemplarzu prototypowym silnik. W pracach projektowych i konstrukcyjnych korzystano z gotowych rozwiązań technologicznych i komponentów, zaprojektowanych dla wcześniejszych modeli TAI. 
W celu obniżenia skutecznej powierzchni odbicia radiolokacyjnego Anka-3 został zaprojektowany w układzie latającego skrzydła. Wlot powietrza do silnika znajduje się nad krawędzią natarcia płata. Tunel dolotowy do silnika opływa kadłub od góry, zaginając się w celu osłonięcia łopatek pierwszego stopnia sprężarki silnika. Samolot napędzany jest pojedynczym silnikiem turbowentylatorowym. Prawdopodobnie jest nim zakupiona na Ukrainie jednostka Iwczenko-Progress serii AI-25TLT lub AI-322. Te same silniki dostarczane są wytwórni Baykar, wykorzystującej je w swoim samolocie Bayraktar Kızılelma. Docelowo jednak planowane jest wykorzystanie rodzimej konstrukcji bazującej na istniejącej już, dwuprzepływowej jednostce TEI-TF6000 i jej wersji z dopalaczem, oznaczonej jako TEI-TF10000, o ciągu większym o 40 %. Maszyna ma mieć zdolność lotu z prędkością poddźwiękową. Będzie realizowała misje uderzeniowe na cele naziemne, przeciwko obronie przeciwlotniczej, misje bliskiego wsparcia i zadania rozpoznania obrazowego, sygnałowego oraz walki radioelektronicznej. Planowane jest również wybudowanie wersji pokładowej, zdolnej do operowania z pokładu okrętu desantowego–lotniskowca tureckiej marynarki TCG Anadolu.
28 grudnia 2023 roku ukończony prototyp samolotu po raz pierwszy wzniósł się w powietrze. 
Samolot może przenosić uzbrojenie na czterech belkach podskrzydłowych: dwóch zewnętrznych o nośności 100 kg każda i dwóch położonych w środku o nośności 650 kg każda. W przypadku realizacji misji, w których niezbędne będzie skryte podejście i uniknięcie wykrycia przez wrogie systemy radarowe, uzbrojenie może być przenoszone w dwóch wewnętrznych komorach, z których każda zdolna jest do pomieszczenia ładunku o masie 650 kg. W sumie samolot jest zdolny do przenoszenia 1200 kg uzbrojenia. Wśród planowanych pocisków, jakie będą mogły znaleźć się na pokładzie, wymieniane są bomby kierowane rodziny HGK, pocisk manewrujący SOM-J i miniaturowe bomby szybujące Tolum.